# Kosmologie schwarzer Löcher
Die Kosmologie des Schwarzen Lochs (auch Schwarzschild-Kosmologie oder kosmologisches Modell des Schwarzen Lochs genannt) ist ein kosmologisches Modell, in dem das beobachtbare Universum das Innere eines Schwarzen Lochs ist. Solche Modelle wurden in den 1970er Jahren von dem theoretischen Physiker Raj Kumar Pathria und parallel dazu von dem Mathematiker Irving John Good vorgeschlagen.
Ein solches bereits 1935 vom englischen Mathematiker und Astrophysiker Edward Arthur Milne beschriebenes Modell setzt voraus, dass der Hubble-Radius {\displaystyle r_{H}} des beobachtbaren Universums gleich seinem Schwarzschild-Radius {\displaystyle r_{S}} ist, das heißt dem Produkt aus seiner Masse {\displaystyle M_{U}} und der Schwarzschild-Proportionalitätskonstante. Der Radius des Partikelhorizonts wächst demnach mit der Vakuumlichtgeschwindigkeit {\displaystyle c}:
{\displaystyle r_{H}=r_{S}={\frac {2\,G}{c^{2}}}\,M_{U}=c\cdot t_{U}}
Hierbei stehen die Symbole {\displaystyle G} für die Gravitationskonstante und {\displaystyle t_{U}} für das Alter des Universums. Der heutige Wert beträgt zirka 46,6 Milliarden Lichtjahre. Diese Hypothese impliziert, dass sich die Masse des Universums oder die Gravitationskonstante zeitlich verändern könnten, wobei die Änderung der Gravitationskonstante innerhalb von tausend Jahren weit unterhalb der Messgenauigkeit liegen würde.
Es ist bekannt, dass diese Hypothese nahezu zutreffend ist; einzelne Kosmologen halten diese enge Übereinstimmung jedoch für einen Zufall.
Nach dem Standardmodell der Kosmologie ergibt sich aus einer Gleichheit {\displaystyle r_{H}=r_{S}} unmittelbar die Flachheit des Universums, während der Hubble-Radius {\displaystyle r_{H}} mit veränderlicher Geschwindigkeit wächst und zwar bis vor ca. 6,1 Milliarden Jahren langsamer als mit Lichtgeschwindigkeit und seither schneller, was als beschleunigte Expansion des Universums bezeichnet wird.
In der ursprünglich von Pathria und Good vorgeschlagenen und in jüngerer Zeit unter anderem von Nikodem Popławski untersuchten Version ist das beobachtbare Universum das Innere eines Schwarzen Lochs, das als eines von möglicherweise vielen innerhalb eines größeren Mutteruniversums oder Multiversums existiert.
Wie sich aus der Hubble-Konstante ergibt, dehnt sich jedoch das Universum linear aus, wobei jeder Punkt gleichberechtigt ist, während ein Schwarzes Loch ein Zentrum hätte, zu dem alles hingezogen wird. Dies widerspricht somit allen Beobachtungen.
Nach der allgemeinen Relativitätstheorie bildet der Gravitationskollaps einer ausreichend kompakten Masse ein singuläres Schwarzschild-Schwarzes Loch. In der Einstein-Cartan-Sciama-Kibble-Gravitationstheorie hingegen bildet er eine reguläre Einstein-Rosen-Brücke, ein Wurmloch. Schwarzschild-Wurmlöcher und Schwarzschild-Schwarze Löcher sind unterschiedliche mathematische Lösungen der allgemeinen Relativitätstheorie und der Einstein-Cartan-Theorie. Für Beobachter sind die Außenbereiche beider Lösungen bei gleicher Masse jedoch ununterscheidbar. Die Einstein-Cartan-Theorie erweitert die allgemeine Relativitätstheorie, indem sie eine Symmetriebeschränkung der affinen Verbindung aufhebt und ihren antisymmetrischen Teil, den Torsionstensor, als dynamische Variable betrachtet. Die Torsion ist die natürliche Erklärung für den quantenmechanischen Eigendrehimpuls (Spin) der Materie. Die minimale Kopplung zwischen Torsion und Dirac-Spinoren erzeugt eine abstoßende Spin-Spin-Wechselwirkung, die in fermionischer Materie bei extrem hohen Dichten von Bedeutung ist. Eine solche Wechselwirkung verhindert die Bildung einer Gravitationssingularität. Stattdessen erreicht die kollabierende Materie eine enorme, aber endliche Dichte und prallt ab, wobei sie die andere Seite einer Einstein-Rosen-Brücke bildet, die zu einem neuen Universum heranwächst. Demnach war der Urknall ein nicht-singulärer Big Bounce, bei dem das Universum einen endlichen, minimalen Skalenfaktor hatte. Oder der Urknall war ein supermassereiches Weißes Loch, das aus einem supermassereichen Schwarzen Loch im Herzen einer Galaxie in unserem Mutteruniversum entstand.
Die von Joel Smoller und Blake Temple 2003 vorgeschlagene Stoßwellenkosmologie sieht den „Urknall“ als eine Explosion im Inneren eines Schwarzen Lochs, die das expandierende Volumen von Raum und Materie erzeugt, das das beobachtbare Universum umfasst. Dieses Schwarze Loch wird schließlich zu einem Weißen Loch, da die Materiedichte mit der Ausdehnung abnimmt. Eine verwandte Theorie schlägt vor, dass die Beschleunigung der Ausdehnung des beobachtbaren Universums, die normalerweise der Dunklen Energie zugeschrieben wird, durch einen Effekt der Schockwelle verursacht werden könnte.